# Särgar (Arjeplogs socken, Lappland, 730943-157952)
Särgar är en sjö i Arjeplogs kommun i Lappland och ingår i Umeälvens huvudavrinningsområde. Sjön har en area på 0,239 kvadratkilometer och ligger 426,3 meter över havet.

## Delavrinningsområde
Särgar ingår i det delavrinningsområde (730917-157926) som SMHI kallar för Mynnar i Laisälvens vattendragsyta. Medelhöjden är 447 meter över havet och ytan är 20,46 kvadratkilometer. Räknas de 3 avrinningsområdena uppströms in blir den ackumulerade arean 58,49 kvadratkilometer. Ravesjbäcken som avvattnar avrinningsområdet har biflödesordning 4, vilket innebär att vattnet flödar genom totalt 4 vattendrag innan det når havet efter 368 kilometer. Avrinningsområdet består mestadels av skog (70 procent) och sankmarker (27 procent). Avrinningsområdet har 0,39 kvadratkilometer vattenytor vilket ger det en sjöprocent på 1,9 procent.